# Jon Barrenetxea
Jon Barrenetxea Golzarri (Gamiz-Fika, 20 aprile 2000) è un ciclista su strada spagnolo che corre per la Movistar Team; è professionista dal 2021.

## Palmarès

### Strada
- 2018 (Juniores)

Campionati spagnoli, Prova in linea Junior
- 2019 (Baqué-Ideus-BH, una vittoria)

Antzuola Saria
- 2020 (Baqué-Ideus-BH, quattro vittorie)

Zumaiako Saria
Goierriko Itzulia
San Gregorio Saria
Memorial Valenciaga
- 2024 (Movistar Team, una vittoria)

Circuito de Getxo
- 2025 (Movistar Team, una vittoria)

5ª tappa Vuelta a Andalucía (Benahavís > La Línea de la Concepción)

#### Altri successi
- 2022 (Caja Rural-Seguros RGA)

Classifica scalatori Vuelta a Andalucía
Classifica giovani International Tour of Hellas
- 2023 (Caja Rural-Seguros RGA)

Classifica scalatori Giro dei Paesi Baschi

## Piazzamenti

### Grandi Giri
- Giro d'Italia

2025: 92º
- Vuelta a España

2023: 74º

### Classiche monumento
- Milano-Sanremo

2024: 42º
2025: 20º

### Competizioni mondiali
- Campionati del mondo

Innsbruck 2018 - In linea Junior: 36º

### Competizioni europee
- Campionati europei

Zlín 2018 - In linea Junior: 43º
Drenthe 2023 - In linea Elite: 51º